# They Want My Soul
They Want My Soul é o oitavo álbum de estúdio da banda americana de indie rock Spoon. Foi lançado em 5 de agosto de 2014 pelo novo selo da banda, Loma Vista Recordings. É o primeiro álbum do grupo a contar com a presença de Alex Fischel, que toca teclado e guitarra. A segunda faixa do album Inside Out entrou na lista das 200 melhores músicas da década de 2010, elaborada pela Pitchfork.

## Antecedentes
A banda tirou vários anos de folga após o lançamento de Transference em 2010, dando a cada membro tempo para explorar outros projetos. Britt Daniel formou o grupo Divine Fits com Dan Boeckner da Wolf Parade, que gravou e lançou o álbum A Thing Called Divine Fits em 2012. Jim Eno produziu álbuns para outras bandas durante o tempo de inatividade, enquanto Rob Pope fez uma turnê com sua banda The Get Up Kids, e Eric Harvey gravou um álbum solo. 

## Gravação
A banda se reuniu pela primeira vez para gravar com Joe Chiccarelli em setembro de 2013, com pouco material escrito, optando por tirar algum tempo para explorar diferentes abordagens de composição juntos. Daniel mais tarde disse que nas primeiras sessões "sentiam, até certo ponto, como se estivéssemos voltando à essência de Spoon; apenas se divertindo jogando juntos, e [...] descobrindo novas maneiras de fazer o que sempre fizemos." Várias músicas foram gravadas durante essas primeiras sessões com Chicarelli, embora alguns dos materiais fossem descartados.
O grupo começou a trabalhar com Dave Fridmann em janeiro de 2014, hospedado em seu estúdio em Cassadaga, Nova York, durante as sessões.  Creditou grande parte da estética do álbum a Fridmann, afirmando: "Seu som está meio que em cima dele. Ele tem uma maneira realmente única sobre ele, uma perspectiva muito legal; ele meio que maximiza tudo. Nunca trabalhamos com alguém assim antes - alguém com um senso tão forte de seu próprio estilo."

## Faixas
| N.º            | Título                     | Duração |  |
| 1.             | "Rent I Pay"               | 3:09    |  |
| 2.             | "Inside Out"               | 5:02    |  |
| 3.             | "Rainy Taxi"               | 3:58    |  |
| 4.             | "Do You"                   | 3:33    |  |
| 5.             | "Knock Knock Knock"        | 4:39    |  |
| 6.             | "Outlier"                  | 4:22    |  |
| 7.             | "They Want My Soul"        | 3:22    |  |
| 8.             | ""I Just Don't Understand" | 2:38    |  |
| 9.             | "Let Me Be Mine"           | 3:26    |  |
| 10.            | "New York Kiss"            | 3:27    |  |
| Duração total: | Duração total:             | 37:45   |  |

## Recepção
They Want My Soul recebeu aclamação universal dos críticos musicais. No Metacritic, que atribui uma classificação normalizada de 100, o álbum recebeu uma pontuação média de 81, com base em 42 críticas. Foi o quinto album da banda a  receber "aclamação universal".
| Críticas profissionais | Críticas profissionais |
| Avaliações da crítica  | Avaliações da crítica  |
| Fonte                  | Avaliação              |
| ---------------------- | ---------------------- |
| Allmusic               | [ 6 ]                  |
| Chicago Tribune        | [ 7 ]                  |
| Pitchfork              | 8,6/10                 |
| The Guardian           | [ 9 ]                  |
| NME                    | 7/10                   |
| Rolling Stone          | [ 11 ]                 |